# Steel Wool Studios
 (janvier 2020).
Steel Wool Studios est un studio américain basé à Oakland en Californie. Il est aussi connu sous le nom de Steel Wool Games et est fondé en 2013.

## Histoire
Le fondateur de Steel Wool Studio, Josh Qualtieri, fan de la NASA, voulait être impliqué dans des missions pour explorer la surface de Mars. Pour répondre à ses rêves, il étudia afin d'obtenir un diplôme en astrophysique, mais les projets d'exploration martienne à la NASA ont été financés. Finalement il commença à travailler chez Pixar qui avait besoin de mathématiciens intelligents capables de gérer des algorithmes informatiques complexes. Après avoir participé à la création de plusieurs films d'animation, Pixar créa le groupe Steel Wool Games. Le studio a développé son premier jeu appelé Flyhunter Origins. Très tôt, le studio a attiré l'attention de l'industrie du jeu-vidéo et s'est retrouvé aidé par le co-créateur de Guitar Hero, Charles Huang. Rapidement, il se concentre sur des jeux de réalité virtuelle plutôt que des jeux mobiles et se renomme en Steel Wool Studios.
Après à avoir réussi à convaincre HTC de leur fournir le financement et les ressources nécessaires pour créer un projet pour leur nouvel appareil en leur donnant une première démo pour un jeu en réalité virtuelle (Quar: Battle for Gate 18). N'ayant pu réaliser son rêve, Josh créa en réalité virtuelle le jeu Mars Odyssey.
En 2019, le studio sortit le célèbre jeu : Five Nights at Freddy's VR: Help Wanted qui reçut des critiques positives,.

## Titres développés
| Titre                                             | Date | Plate(s)-forme(s) |
| ------------------------------------------------- | ---- | --- |
| Flyhunter Origins                                 | 2014 | Ordinateur (Windows, Mac), PlayStation Vita, mobiles (iOS, Android)                                                                                                |
| Quar: Battle for Gate 18                          | 2016 | Ordinateur (Windows + Oculus Rift, HTC Vive) |
| Mars Odyssey                                      | 2016 | Ordinateur (Windows + Oculus Rift, HTC Vive) |
| Bounce                                            | 2016 | Ordinateur (Windows + Oculus Rift, HTC Vive) |
| The Horus Heresy: Betrayal at Calth               | 2018 | Ordinateur (Windows + Oculus Rift, HTC Vive) |
| Five Nights at Freddy's VR: Help Wanted           | 2019 | Ordinateur (Windows + Oculus Rift, HTC Vive, Windows Mixed Reality), Meta Quest, PlayStation 4 (PlayStation VR), Nintendo Switch, Xbox One, mobiles (iOS, Android) |
| Five Nights at Freddy's: Security Breach          | 2021 | Ordinateur (Windows), PlayStation 4, PlayStation 5, Nintendo Switch, Stadia, Xbox One, Xbox Series X/S                                                             |
| Five Nights at Freddy's: Security Breach DLC Ruin | 2023 | Ordinateur (Windows), PlayStation 4, PlayStation 5, Nintendo Switch, Xbox One, Xbox Series X/S                                                                     |
| Hello Neighbor: Search and Rescue                 | 2023 | Ordinateur (Windows + Oculus Rift), PlayStation 5 (PlayStation VR2), Meta Quest 2, Meta Quest Pro                                                                  |
| Five Nights at Freddy's VR: Help Wanted 2         | 2023 | Ordinateur (Windows + Oculus Rift, HTC Vive, Windows Mixed Reality), PlayStation 5 (PlayStation VR)                                                                |
| Five Nights at Freddy's : Secret of the Mimic     | 2025 | Ordinateur (Steam, Epic Game Store), PlayStation 5 |